# Roman Antiocheński
Roman (ur. ? w Cezarei, zm. 17 lub 18 listopada 303 w Antiochii) – męczennik chrześcijański i święty Kościoła katolickiego.
Informacje o Romanie, męczenniku z Antiochii czerpiemy z pracy Euzebiusza z Cezarei „O męczennikach palestyńskich” i passiones, które poświęcili mu Euzebiusz z Emesy, Jan Chryzostom, Sewer z Antiochii i Prudencjusz. Opracowania te wpłynęły na popularność postaci.
Pochodzący z Cezarei św. Roman był diakonem. Padł ofiarą prześladowań antychrześcijańskich cesarza Dioklecjana, które w Antiochii objęły wiernych odmawiających oddania pogańskiego hołdu bogom. Aresztowano go i skazano na śmierć przez spalenie gdy wzywał prześladowanych do nieuległości. Jednak najpierw ucięto mu język, a potem uduszono. Hagiografowie wymieniają św. Romana ze świętym Hezychiuszem i Barłaamem.
Jego wspomnienie w Kościele katolickim obchodzone jest za Martyrologium Rzymskim 18 listopada.